# Maypacius
Maypacius là một chi nhện trong họ Pisauridae.